# Římskokatolická farnost Drásov
Římskokatolická farnost Drásov je územní společenství římských katolíků v tišnovském děkanství s farním kostelem Povýšení svatého Kříže.

## Území farnosti
- Drásov – farní kostel Povýšení svatého Kříže
- Malhostovice – filiální kostel svatého Vavřince
- Všechovice – kaple svaté Anny

## Historie farnosti
Drásovská fara je poprvé zmiňována k roku 1259. Jádro kostela tvořené obvodovými zdmi lodi je pozdně románské. V první polovině 14. století bylo postaveno gotické, trojboce ukončené kněžiště s dodnes dochovanými nástěnnými malbami a se sakristií u severní stěny. K výrazným úpravám kostela došlo ve druhé polovině 17. století, kdy byla původně plochostropá loď zaklenuta valeně s výsečemi, původní žebrová klenba v presbytáři byla nahrazena novou křížovou.

## Duchovní správci
Duchovním správcem farnosti je farář z čebínské farnosti. Od roku 2010 je jím IcLic. Pavel Kopecký.

## Bohoslužby
| Kostel                 | Místo        | Bohoslužba (den) | Hodina     | Poznámka        |
| ---------------------- | ------------ | ---------------- | ---------- | --------------- |
| Povýšení svatého Kříže | Drásov       | neděle čtvrtek   | 8.00 18.00 | farní kostel    |
| Sv. Vavřince           | Malhostovice | úterý            | 19.00      | filiální kostel |

## Aktivity ve farnosti
Dnem vzájemných modliteb farností za bohoslovce a bohoslovců za farnosti brněnské diecéze je 23. června. Adorační den připadá na nejbližší neděli po 28. září.
Na území farnosti se koná Tříkrálová sbírka. Při sbírce v roce 2016 se vybralo v Drásově 27 733 korun, v Malhostovicích 18 773 korun a ve Všechovicích 6 531 korun. O rok později dosáhl výtěžek sbírky v Drásově 27 257 korun, v Malhostovicích 21 657 korun, ve Všechovicích 6 386 korun.